# Élection sénatoriale partielle de 2014 dans la Mayenne
Une élection sénatoriale partielle  a lieu en Mayenne le dimanche 28 septembre 2014. Elle a pour but d'élire l'un des deux sénateurs représentant le département au Sénat à la suite de la démission de Jean Arthuis (UDI), élu au parlement européen.

## Contexte départemental
Lors des élections sénatoriales du 25 septembre 2011 en Mayenne, deux sénateurs Alliance centriste (parti fondateur en 2012 de l'UDI, Jean Arthuis et François Zocchetto, ont été réélus au second tour après avoir raté leur élection au premier tour à quelques voix près. 
Jean Arthuis, élu député européen dans la circonscription Ouest lors des élections européennes du 25 mai 2014 abandonne son mandat de sénateur le 30 juin. Une élection partielle est organisée pour pourvoir à son remplacement. Elle est organisée le même jour que l'élection destinée, dans les départements de la série 2, à renouveler la moitié des sénateurs. 
Depuis 2011, le collège électoral, constitué des grands électeurs que sont le sénateur sortant, les députés, les conseillers régionaux, les conseillers généraux et les délégués des conseils municipaux, a été largement renouvelé. 
Par rapport à 2011, le corps électoral appelé à élire le nouveau sénateur a été modifié par les élections législatives de 2012 qui ont conservé le rapport de force antérieur dans le département (deux députés de droite, un de gauche) et surtout les élections municipales de 2014 qui ont vu un net recul de la gauche qui a perdu au bénéfice de l'UDI deux des principales villes du département, Laval et Évron. Pour ce qui est des communes de plus de 5 000 habitants, à l'issue de ces élections, l'UDI domine le département en détenant Laval, Château-Gontier, Saint-Berthevin et Évron. Des maires divers droite sont à la tête des communes de Bonchamp-lès-Laval et d'Ernée. Le PS ne peut plus compter que sur la ville de Mayenne.

## Rappel des résultats des élections sénatoriales de 2011
| Candidat et parti politique | Candidat et parti politique | Candidat et parti politique | Premier tour | Premier tour | Second tour | Second tour |
| Candidat et parti politique | Candidat et parti politique | Candidat et parti politique | Voix         | %            | Voix        | %           |
| --------------------------- | --------------------------- | --------------------------- | ------------ | ------------ | ----------- | ----------- |
|                             | François Zocchetto          | AC                          | 418          | 49,06        | 517         | 61,18       |
|                             | Jean Arthuis                | AC                          | 421          | 49,41        | 495         | 58,58       |
|                             | Michel Angot                | DVG                         | 292          | 34,27        | 341         | 40,36       |
|                             | Jean-Christophe Boyer       | PS                          | 190          | 22,30        | 241         | 28,52       |
|                             | Norbert Bouvet              | UMP                         | 182          | 21,36        |             |             |
|                             | Françoise Marchand          | EELV                        | 60           | 7,04         |             |             |
|                             | Jacques Poirier             | PCF                         | 21           | 2,46         |             |             |
|                             | Paul Le Morvan              | FN                          | 9            | 1,09         |             |             |
|                             |                             |                             |              |              |             |             |
| Inscrits                    | Inscrits                    | Inscrits                    | 857          | 100,00       | 857         | 100,00      |
| Abstentions                 | Abstentions                 | Abstentions                 | 2            | 0,23         | 5           | 0,58        |
| Votants                     | Votants                     | Votants                     | 855          | 99,77        | 852         | 99,42       |
| Blancs et nuls              | Blancs et nuls              | Blancs et nuls              | 3            | 0,35         | 7           | 0,82        |
| Exprimés                    | Exprimés                    | Exprimés                    | 852          | 99,42        | 845         | 98,60       |

## Sénateur démissionnaire
| Sénateur | Sénateur     | Parti | Fonctions lors de l'élection en 2011           |
| -------- | ------------ | ----- | ---------------------------------------------- |
|          | Jean Arthuis | UDI   | Sénateur sortant, président du conseil général |

## Collège électoral
En application des règles applicables pour les élections sénatoriales françaises, le collège électoral appelé à élire un sénateur de la Mayenne en 2014 se compose de la manière suivante :
| Délégués des communes                                                                         |                        |                       |                       |          |                     |
|                                                                                               | Conseillers municipaux | Délégués / commune    | Communes concernées   | Délégués | % collège électoral |
| Délégués des communes de moins de 9 000 habitants                                             |                        |                       |                       |          |                     |
| - communes de < 100 habitants                                                                 | 7                      | 1                     | 0                     | 0        | 0,00%               |
| - communes de < 500 habitants                                                                 | 11                     | 1                     | 118                   | 118      | 13,32%              |
| - communes de < 1500 habitants                                                                | 15                     | 3                     | 103                   | 309      | 34,88%              |
| - communes de < 2 500 habitants                                                               | 19                     | 5                     | 20                    | 100      | 11,29%              |
| - communes de < 3 500 habitants                                                               | 23                     | 7                     | 7                     | 49       | 5,53%               |
| - communes de < 5 000 habitants                                                               | 27                     | 15                    | 3                     | 45       | 5,08%               |
| - communes de < 9 000 habitants                                                               | 29                     | 15                    | 5                     | 75       | 8,47%               |
| Délégués des communes de 9 000 à 29 999 habitants                                             |                        |                       |                       |          |                     |
| - communes de < 10 000 habitants                                                              | 29                     | 29                    | 0                     | 0        | 0,00%               |
| - communes de < 20 000 habitants                                                              | 33                     | 33                    | 2                     | 66       | 7,45%               |
| - communes de < 30 000 habitants                                                              | 35                     | 35                    | 0                     | 0        | 0,00%               |
| Délégués des communes de 30 000 habitants et plus                                             |                        |                       |                       |          |                     |
| - Laval (50 843 hab.)                                                                         | 45                     | 71                    | 1                     | 71       | 8,01%               |
| Délégués des communes bénéficiant des dispositions particulières pour les communes fusionnées |                        |                       |                       |          |                     |
| Ambrières-les-Vallées, Javron-les-Chapelles                                                   |                        |                       | 2                     | 10       | 1,13%               |
| Délégués des communes                                                                         | Délégués des communes  | Délégués des communes | Délégués des communes | 843      | 95,15%              |
| Conseillers généraux                                                                          | Conseillers généraux   | Conseillers généraux  | Conseillers généraux  | 32       | 3,61%               |
| Conseillers régionaux                                                                         | Conseillers régionaux  | Conseillers régionaux | Conseillers régionaux | 7        | 0,79%               |
| Député                                                                                        | Député                 | Député                | Député                | 3        | 0,34%               |
| Sénateurs                                                                                     | Sénateurs              | Sénateurs             | Sénateurs             | 1        | 0,11%               |
| Total                                                                                         | Total                  | Total                 | Total                 | 886      | 100,00%             |

1. ↑  Dans les communes de moins de 9 000 habitants le conseil municipal élit en son sein des délégués dont le nombre dépend de la taille de la commune.
2. ↑  Dans les communes de 9 000 à 29 999 habitants, tous les conseillers municipaux sont délégués. Il n'y a pas de délégués supplémentaires
3. ↑  Dans les communes de plus de 30 000 habitants, tous les conseillers municipaux sont délégués et, en complément, le conseil municipal désigne des délégués supplémentaires à raison de 1 par tranche de 800 habitants au-delà de 30 000 habitants
4. ↑  « Dans le cas où le conseil municipal est constitué par application des articles L. 2113-6 et L. 2113-7 du code général des collectivités territoriales relatif aux fusions de communes dans leur rédaction antérieure à la loi no 2010-1563 du 16 décembre 2010 de réforme des collectivités territoriales, le nombre de délégués est égal à celui auquel les anciennes communes auraient eu droit avant la fusion. » (Code électoral, article L284)

## Présentation des candidats et des suppléants
| T/S | Candidats | Candidats               | Parti | Principale fonction                                             |
| --- | --------- | ----------------------- | ----- | --------------------------------------------------------------- |
| T   |           | Aurélien Guillot        | PCF   | Conseiller municipal de Laval                                   |
| S   |           | Laure Molin             | PCF   |                                                                 |
| T   |           | Claude Gourvil          | EELV  | Conseiller général, conseiller municipal de Laval               |
| S   |           | Sylvie Ruamps           | EELV  | Ancienne conseillère municipale d'Ernée                         |
| T   |           | Jean-Pierre le Scornet  | PS    | Vice-président du conseil régional, adjoint au maire de Mayenne |
| S   |           | Marie Noëlle Tribondeau | DVG   | Maire de Bierné                                                 |
| T   |           | Élisabeth Doineau       | UDI   | Vice-présidente du conseil général, conseillère régionale       |
| S   |           | Gérard Lemonnier        | DVD   | Maire d'Ernée, vice-président de la CC de l'Ernée               |
| T   |           | Bruno de La Morinière   | FN    |                                                                 |
| S   |           | Catherine Cadenas       | FN    |                                                                 |

## Résultats
| Candidats                | Candidats                | Parti                    | Nuance                   | Premier tour | Premier tour |
| Candidats                | Candidats                | Parti                    | Nuance                   | Voix         | %            |
| ------------------------ | ------------------------ | ------------------------ | ------------------------ | ------------ | ------------ |
|                          | Élisabeth Doineau        | UDI                      | UDI                      | 550          | 64,94        |
|                          | Jean-Pierre le Scornet   | PS                       | SOC                      | 231          | 27,27        |
|                          | Claude Gourvil           | EELV                     | VEC                      | 37           | 4,37         |
|                          | Bruno de la Morinière    | FN                       | FN                       | 20           | 2,36         |
|                          | Aurélien Guillot         | PCF                      | COM                      | 9            | 1,06         |
|                          |                          |                          |                          |              |              |
| Suffrages exprimés       | Suffrages exprimés       | Suffrages exprimés       | Suffrages exprimés       | 847          | 97,47        |
| Votes blancs             | Votes blancs             | Votes blancs             | Votes blancs             | 12           | 1,38         |
| Votes nuls               | Votes nuls               | Votes nuls               | Votes nuls               | 10           | 1,15         |
| Total                    | Total                    | Total                    | Total                    | 869          | 100          |
| Abstention               | Abstention               | Abstention               | Abstention               | 17           | 1,92         |
| Inscrits / participation | Inscrits / participation | Inscrits / participation | Inscrits / participation | 886          | 98,08        |